# A Natureza do Espaço
A Natureza do Espaço: Técnica e Tempo, Razão e Emoção é um livro escrito pelo renomado intelectual brasileiro Milton Santos e publicado originalmente em 1996 pela Hucitec e posteriormente pela Editora da Universidade de São Paulo (Edusp).
No livro, Milton Santos analisa o espaço geográfico em relação à evolução das técnicas e noções de objeto e ação, além de discutir assuntos como o período informacional, crescimento de redes geográficas, globalização e meio técnico-científico informacional.
Com esse livro, Milton Santos ganhou o Prêmio Jabuti - Ciências Humanas de 1997.